# Jürgen Liepe
Jürgen Liepe (* 26. Dezember 1940 in Berlin) ist ein ehemaliger deutscher Politiker und Staatssekretär im Ministerium für Post- und Fernmeldewesen der DDR.

## Leben
Nach dem Abitur 1958 studierte Liepe bis 1964 an der TU Dresden Elektrotechnik mit der Fachrichtung Fernmeldetechnik und erwarb einen Abschluss als Diplom-Ingenieur für Fernmeldetechnik. Danach war er Mitarbeiter in zentralen Einrichtungen der Deutschen Post, zuletzt beim zentralen Post- und Fernmeldeverkehrsamt. Er engagierte sich als Mitglied verschiedener Leitungsgremien der Evangelischen Kirche in Berlin-Brandenburg und war Vorstandsmitglied mehrerer Gruppen der Ingenieurvereinigung der DDR innerhalb der Kammer der Technik.
Im Mai 1990 wurde Liepe zum Staatssekretär im Ministerium für Post und Fernmeldewesen in der Regierung de Maizière ernannt, wo er für die Bereiche Zulassung, Genehmigung, Standardisierung und Personal zuständig war.